# Île-Molène
Île-Molène (bret. Molenez) – miejscowość i gmina we Francji, w regionie Bretania, w departamencie Finistère.
Według danych na rok 1990 gminę zamieszkiwało 277 osób, a gęstość zaludnienia wynosiła 369 osób/km² (wśród 1269 gmin Bretanii Île-Molène plasuje się na 955. miejscu pod względem liczby ludności, natomiast pod względem powierzchni na miejscu 1107.).